# São Sebastião do Uatumã
São Sebastião do Uatumã est une municipalité brésilienne de l'État d'Amazonas .